# سیارک ۵۶۰۳
سیارک ۵۶۰۳ (به انگلیسی: 5603 Rausudake، نامگذاری:1992CE) پنج هزار و ششصد و سومین سیارک کشف شده‌است که در ۵ فوریه ۱۹۹۲ کشف شد.
قدر مطلق سیارک برابر ۱۰٫۵۰ است.